# Clermont (Georgia)
Clermont è una città degli Stati Uniti d'America, situata in Georgia, nella Contea di Hall.